# Psychotria amplithyrsa
Psychotria amplithyrsa är en måreväxtart som beskrevs av Theodoric Valeton. Psychotria amplithyrsa ingår i släktet Psychotria och familjen måreväxter. Inga underarter finns listade i Catalogue of Life.